# Convenzione unica sugli stupefacenti
La convenzione unica sugli stupefacenti del 1961 (in lingua inglese Single Convention on Narcotic Drugs) è un trattato internazionale che vieta la produzione e il commercio di specifiche sostanze stupefacenti, eccetto che dietro licenza e per scopi specifici, come ad esempio cure mediche e di ricerca.
Il trattato è stato approvato dalle Nazioni Unite ed venne sottoscritto da 183 paesi. È ufficialmente entrato in vigore l'8 agosto 1975. Il trattato del 1961 ha aggiornato la Convenzione di Parigi del 13 luglio 1931, per includere il vasto numero di oppioidi sintetici inventati nei 30 anni precedenti e per aggiungere un meccanismo per includerne più facilmente di nuovi. Dal 1931 al 1961 erano state sviluppate la maggior parte delle famiglie di oppioidi sintetici, inclusi farmaci correlati a metadone, petidina (meperidina/Demerol), morfinani e destromoramide (Palfium, Palphium, Jetrium, Dimorlin). Anche la ricerca su fentanyl e piritramide (R-3365, Pirium, Dipidolor, Piridolan, tra gli altri)  stava per concludersi.
I trattati precedenti avevano controllato solo l'oppio e la coca con i principali derivati come: morfina, eroina e cocaina. La Convenzione Unica, adottata nel 1961, ha consolidato tali trattati e ne ha ampliato il campo di applicazione per includere la cannabis e altre sostanze con effetti simili agli stupefacenti già contemplati. La Convenzione Unica ha creato quattro Tabelle di sostanze controllate e un processo per aggiungere nuove sostanze alle Tabelle senza modificare il trattato. Gli schemi sono stati progettati per avere regolamenti significativamente più severi rispetto ai due "Gruppi" di farmaci stabiliti dai trattati precedenti. Per la prima volta, la cannabis è stata aggiunta all'elenco delle droghe controllate a livello internazionale. La Commissione sugli stupefacenti e l'Organizzazione mondiale della sanità hanno avuto il potere di aggiungere, rimuovere e trasferire farmaci tra i quattro elenchi di sostanze controllate del trattato. L'International Narcotics Control Board ha avuto il controllo generale della produzione di stupefacenti e del loro commercio internazionale. All'Ufficio delle Nazioni Unite contro la droga e il crimine (UNODC) è stato delegato il monitoraggio quotidiano da parte del Consiglio di ciascun paese e la collaborazione con le autorità nazionali per garantire il rispetto della Convenzione Unica. Da allora questo trattato è stato integrato dalla Convenzione sulle sostanze psicotrope, che controlla l'LSD, l'MDMA e altre sostanze psicotrope molte delle quali in uso come psicofarmaci, e la Convenzione delle Nazioni Unite contro il traffico illecito di stupefacenti e sostanze psicotrope, che rafforza le disposizioni contro il riciclaggio di denaro relativo al traffico di droghe illecite.
A gennaio 2022, la Convenzione Unica conta 186 Stati parti. Non è stato sottoscritto da: Ciad, Timor Est, Guinea Equatoriale, Kiribati, Nauru, Samoa, Sud Sudan, Tuvalu e Vanuatu.

## Storia
Le prime normative internazionali in materia di droga risalgono all'inizio del XX secolo.
Le convenzioni precedenti includono:
- la Convenzione Internazionale sull'Oppio del 1912, firmata all'Aia il 23 gennaio 1912,  aveva lo scopo di regolamentare l'import-export dei derivati del papavero;
- l'Accordo sulla fabbricazione, il commercio interno e l'uso dell'oppio preparato, firmato a Ginevra l'11 febbraio 1925;
- la Convenzione Internazionale sull'Oppio, firmata a Ginevra il 19 febbraio 1925;
- la convenzione per la limitazione della produzione e la regolamentazione della distribuzione di stupefacenti, firmata a Ginevra il 13 luglio 1931;
- l'Accordo per il controllo del fumo di oppio in Estremo Oriente, firmato a Bangkok il 27 novembre 1931;
- la Convenzione per la repressione del traffico illecito degli stupefacenti, firmata a Ginevra il 26 giugno 1936;
- il protocollo firmato a Lake Success, l'11 dicembre 1946, che modifica gli Accordi, le Convenzioni e i Protocolli sugli stupefacenti conclusi all'Aia il 23 gennaio 1912, a Ginevra l'11 febbraio 1925, il 19 febbraio 1925 e il 13 luglio 1931, a Bangkok, 27 novembre 1931, e a Ginevra, 26 giugno 1936, eccetto per quanto riguarda i suoi effetti su quest'ultima di queste Convenzioni;
- *le Convenzioni e gli Accordi di cui ai commi da a ad e, così come modificati dal Protocollo del 1946 di cui al comma f;
- il protocollo firmato a Parigi il 19 novembre 1948, che poneva sotto controllo internazionale alcuni farmaci non coperti dalla Convenzione del 13 luglio 1931, per limitare la produzione e regolamentare la distribuzione di stupefacenti, modificato dal Protocollo firmato a Lake Success, dicembre 11, 1946;
- il Protocollo per la limitazione e la regolamentazione della coltivazione del papavero e della produzione, del commercio internazionale, del commercio all'ingrosso e dell'uso dell'oppio, firmato a New York il 23 giugno 1953, se tale protocollo entra in vigore.

Già nel 1948 si sentiva la necessità di testi internazionali volti a regolamentare un più ampia gamma di sostanze, ma solo nel 1961 si poté adottare un testo definitivo.
La Convenzione Unica sugli stupefacenti del 1961 ha ulteriormente regolamentato queste sostanze (aggiungendo per la prima volta la cannabis e i suoi derivati all'oppio, alla coca e ai loro derivati). Aveva il difetto di non regolamentare le nuove sostanze sintetiche che non sarebbero state sufficientemente simili nel loro abuso/potenziale terapeutico alle tre principali sostanze della convenzione (cannabis, oppio, cocaina).

## Applicazione
I paesi firmatari hanno progressivamente adattato la propria legislazione a questo testo, classificando le sostanze stupefacenti secondo tabelle equivalenti alle convenzioni del 1961 e del 1971, consentendo così una coerenza internazionale in termini di normative sulle droghe.
L'accordo si basa sulla visione descritta nel preambolo come "conoscenza" che "la tossicodipendenza è un male per l'individuo e un pericolo economico e sociale per l'umanità". I fautori della Convenzione Unica e di convenzioni precedenti simili consideravano la restrizione della fornitura di stupefacenti per combattere questo male. Al fine di ridurre il consumo di droghe indesiderate, l'obiettivo principale è stato quello di combattere la coltivazione e la produzione. Di conseguenza, l'accordo segue una rigorosa politica di restrizioni e vieta qualsiasi uso non medico e non scientifico (articolo 4). Ai paesi con uso di droghe tradizionali come il fumo di oppio o la masticazione di coca, ma anche il consumo di cannabis non terapeutico,  nel trattato sono stati concessi periodi transitori fino a 25 anni in conformità con l'articolo 49. Il prerequisito per questo era che il consumo della droga fosse comune nel paese interessato e legale il 1 gennaio 1964.
Sotto l'egida dell'ONU  l'International Narcotics Control Board (in sigla INCB) ha l'incarico di "sforzarsi di limitare la coltivazione, la produzione, la fabbricazione e l'uso di stupefacenti a una quantità adeguata richiesta per scopi medici e scientifici, per assicurarne la disponibilità a tali scopi e per prevenire la coltivazione, la produzione e la fabbricazione illecite e il traffico e l'uso illeciti di stupefacenti" e la Commission of Narcotic Drugs ha l'incarico di aggiungere, rimuovere o riclassificare gli stupefacenti secondo le 4 categorie definite dai trattati internazionali.

### Yellow list
L'INCB aggiorna e pubblica, chiamandola Yellow list, la lista delle sostanze stupefacenti sotto controllo internazionale.
Il trattato internazionale sottoscritto con la Convenzione unica sugli stupefacenti del 1961 prevede quattro tabelle continuamente aggiornate che limitano possibilità di produzione, commercio e possesso degli stupefacenti in funzione del loro livello di pericolosità. Queste limitazioni diminuiscono dalla tabella I alla tabella III. 
La tabella IV costituisce un sottoinsieme della tabella I con uno status speciale di maggiori restrizioni. Le sostanze in essa elencate non sono generalmente commerciabili. L'ordine delle tabelle dalla più restrittiva a quella meno restrittiva è:
Tabella IV > Tabella I >Tabella II > Tabella III.
| Numero CAS  | Sostanza                                                          | DENOMINAZIONE SISTEMATICA (IUPAC) e/o note |
| ----------- | ----------------------------------------------------------------- | --- |
| 25333-77-1  | ACETORFINA                                                        | 3-O-acetiltetraidro-7α-(1-idrossi-1-metilbutil)-6,14-endo-etenooripavina (derivato della tebaina) |
| 101860-00-8 | ACETIL-ALFA-METILFENTANILE                                        | N-[1-(α-metilfenetil)-4-piperidil]acetanilide |
| 3258-84-2   | ACETILFENTANILE                                                   | N-fenil-N-[1-(2-feniletil)-4-piperidinil]acetammide |
| 509-74-0    | ACETILMETADOLO                                                    | 3-acetossi-6-dimetilammino-4,4-difenileptano |
| 82003-75-6  | ACRILOILFENTANIL                                                  | N-fenil-N-[1-(2-feniletil)piperidin-4-il]prop-2-enammide |
| 71195-58-9  | ALFENTANILE                                                       | N-[1-[2-(4-etil-4,5-diidro-5-osso-1H-tetrazol-1-il)etil]-4-(metossimetil)-4-piperidinil]-N-fenilpropanammide |
| 55154-30-8  | AH-7921                                                           | 3,4-dicloro-N-{[1-(dimetilammino)cicloesil]metil}benzammide |
| 25384-17-2  | ALLILPRODINA                                                      | Come 3-allil-1-metil-4-fenil-4-propionossipiperidina |
| 17199-58-5  | ALFETIMETADOLO                                                    | α-3-acetossi-6-dimetilammino-4,4-difenileptano |
| 468-51-9    | ALFAMEPRODINA                                                     | α-3-etil-1-metil-4-fenil-4-propionosipiperidina |
| 17199-54-1  | ALFAMETADOLO                                                      | α-6-dimetilammino-4,4-difenil-3-eptanolo |
| 79704-88-4  | ALFA-METILFENTANILE                                               | N-[1- (α-metilfenetil) -4-piperidil] propionanilide |
| 103963-66-2 | ALFA-METILTIOFENTANIL                                             | N- [1- [1-metil-2- (2-tienil) etile] -4-piperidil] propionanilide |
| 77-20-3     | ALFAPRODINA                                                       | α-1,3-dimetil-4-fenil-4-propionossipiperidina |
| 144-14-9    | ANILERIDINA                                                       | Estere etilico dell'acido 1-p-amminofenetil-4-fenilpiperidin-4-carbossilico |
| 3691-78-9   | SIMILI                                                            | Estere etilico dell'acido 1-(2-benzilossietil)-4-fenilpiperidin-4-carbossilico |
| 14297-87-1  | BENZILMORFINA                                                     | 3-benzilmorfina |
| 17199-59-6  | BETACETILMETADOLO                                                 | β-3-acetossi-6-dimetilammino-4,4-difenileptano |
| 78995-10-5  | BETA-HYDROXYFENTANYL                                              | N-[1-(β-idrossifenetil)-4-piperidil] propionanilide |
| 78995-14-9  | BETA-IDROSSI-3-METILFENTANIL                                      | N- [1- (β-idrossifenetil) -3-metil-4-piperidil] propionanilide |
| 468-50-8    | BETAMEPRODINA                                                     | β-3-etil-1-metil-4-fenil-4-propionosipiperidina |
| 17199-55-2  | BETAMETADOLO                                                      | β-6-dimetilammino-4,4-difenil-3-eptanolo |
| 468-59-7    | BETAPRODINA                                                       | β-1,3-dimetil-4-fenil-4-propionossipiperidina |
| 15301-48-1  | BEZITRAMIDE                                                       | 1-(3-ciano-3,3-difenilpropil)-4-(2-osso-3-propionil-1-benzimidazolinil)piperidina |
| 1169-70-6   | BUTIRFENTANILE                                                    | N-fenil-N-[1-(2-feniletil)-4-piperidinil]butanammide |
| 8063-14-7   | CANNABIS                                                          | le sommità fiorite o fruttifere della pianta di cannabis (resina non estratta) |
| 6465-30-1   | CANNABIS                                                          | RESINA, ESTRATTI e TINTURE la resina separata, grezza o purificata, ottenuta dalla cannabis |
| 59708-52-0  | CARFENTANIL                                                       | Metil 1-(2-feniletil)-4-[fenil(propanoil)ammino]piperidina4-carbossilato |
| 3861-76-5   | CLONITAZENE                                                       | 2-(p-clorobenzil)-1-dietilamminoetil-5-nitrobenzimidazolo |
|             | FOGLIA DI COCA                                                    | la foglia del cespuglio di coca (materiale vegetale), eccetto una foglia da cui sono state rimosse tutte le ecgonine, cocaina e qualsiasi altro alcaloide ecgonino |
| 50-36-2     | COCAINA                                                           | estere metilico della benzoilecgonina (un alcaloide che si trova nelle foglie di coca o preparato per sintesi dall'ecgonina) |
| 7125-76-0   | CODOSSIMA                                                         | diidrocodeinone-6-carbossimetilossima (derivato della morfina) |
|             | CONCENTRATO DI PAGLIA DI PAPAVERO                                 | Il concentrato di paglia di papavero (CPS) è il materiale intermedio che si forma quando una qualsiasi delle cinque varietà di paglia di papavero ricco di morfina (M), codeina (C), tebaina (T), oripavina (O) o noscapina (N)5 ha avviato un processo per il concentrazione dei suoi alcaloidi ed è successivamente denominato “CPS (M)”, “CPS (C)”, “CPS (T)” “CPS (O)” o “CPS (N)6 ”. CPS proveniente da una delle cinque varietà di paglia di papavero PS (M), (PS (C), PS (T), (PS (O) e (PS (N)) è presentato in quantità in peso lordo (GW) che costituiscono la sostanza grezza di per sé con la totalità dei suoi diversi alcaloidi e impurità che potrebbe contenere. |
| 760930-59-4 | CROTONYLFENTANYL                                                  | (E)-N-(1-fenetilpiperidin-4-il)-N-fenilbut-2-enammide |
| 1169-68-2   | CICLOPROPILFENTANIL                                               | N-fenil-N-[1-(2-feniletil)piperidin-4-il]ciclopropancarbossammide |
| 427-00-9    | DESOMORFINA                                                       | Diidrodesossimorfina (derivato della morfina) |
| 357-56-2    | DEXTROMORAMIDE                                                    | (+)-4-[2-metil-4-osso-3,3-difenil-4-(1-pirrolidinil)butil]morfolina (isomero destrogiro della moramide) |
| 552-25-0    | DIAMPROMIDE                                                       | N- [2- (metilfenetilammino) -propil] propionanilide |
| 86-14-6     | DIETILTIAMBUTEN                                                   | 3-diethylamino-1,1-di-(2’-thienyl)-1-butene |
| 28782-42-5  | DIFENOXINA                                                        | Acido 1-(3-Ciano-3,3-difenilpropil)-4-fenilisonipecotico |
| 14357-76-7  | DIIDROETORFINA                                                    | 7,8-diidro-7α- [1- (R) -idrossi-1-metilbutile] -6,14-endo-etanotetraidrooripavina (derivato di etorfina) |
| 509-60-4    | DIIDROMORFINA                                                     | (derivato della morfina) |
| 509-78-4    | DIMENOSSADOLO                                                     | 2-dimetilamminoetil 1-etossi-1,1-difenilacetato |
| 545-90-4    | DIMEFEPTANOLO                                                     | 6-dimetilammino-4,4-difenil-3-eptanolo |
| 524-84-5    | DIMETILTIAMBUTEN                                                  | 3-dimethylamino-1,1-di-(2’-thienyl)-1-butene |
| 467-86-7    | DIOSSAFETIL BUTIRATO                                              | etil 4-morfolino-2,2-difenilbutirrarato |
| 915-30-0    | DIFEROSSILATO                                                     | Estere etilico dell'acido 1-(3-ciano-3,3-difenilpropil)-4-fenilpiperidin-4-carbossilico |
| 467-83-4    | DIPIPANONE                                                        | 4,4-difenil-6-piperidin-3-eptanone |
| 3176-03-2   | DROTEBANOLO                                                       | 3,4-dimethos-17-metilmorfinan-6β, 14-diolo |
| 481-37-8    | ECGONINA                                                          | suoi esteri e derivati che sono convertibili in ecgonina e cocaina |
| 441-61-2    | ETILMETILTIAMBUTEN                                                | 3-ethylmethylamino-1,1-di-(2’-thienyl)-1-butene |
| 911-65-9    | ETONITAZENE                                                       | 1-dietilamminoetil-2-p-etossibenzil-5-nitrobenzimidazolo |
| 14521-96-1  | ETORFIN                                                           | tetraidro-7α-(1-idrossi-1-metilbutil)-6,14-endo-etenooripavina (derivato della tebaina) |
| 469-82-9    | ETOSSRIDINA                                                       | Estere etilico dell'acido 1-[2-(2-idrossietossi)-etil]-4-fenilpiperidin-4-carbossilico |
| 437-38-7    | FENTANIL                                                          | 1-fenetil-4-N-propionilanilinopiperidina |
| 244195-32-2 | 4-FLUOROISOBUTIRFENTANIL                                          | (4-FIBF, pFIBF) N- (4-fluorofenil) -N- (1-fenilpiperidin-4-il) isobutiramide |
| 101345-66-8 | FURANYLFENTANYL                                                   | N-fenil-N-[1-(2-feniletil)piperidin-4-il]furan-2-carbossammide |
| 2385-81-1   | FURETIDINA                                                        | 1-(2-tetraidrofurfurilossietil)-4-fenilpiperidina-4-carbossilico acido estere etilico |
| 561-27-3    | EROINA                                                            | diacetilmorfina (derivato della morfina) |
| 125-29-1    | IDROCODONE                                                        | diidrocodeinone (derivato della morfina) |
| 2183-56-4   | IDROMORFINOLO                                                     | 14-idrossidiidromorfina (derivato della morfina) |
| 466-99-9    | IDROMORPHONE                                                      | diidromorfinone (derivato della morfina) |
| 468-56-4    | IDROSSIPETIDINA                                                   | Estere etilico dell'acido 4-m-idrossifenil-1-metilpiperidin-4-carbossilico |
| 466-40-0    | ISOMETADONE                                                       | 6-dimetilammino-5-metil-4,4-difenil-3-esanone |
| 14188-81-9  | ISOTONITAZENE                                                     | N,N-dietil-2-(2-(4-isopropossibenzil)-5-nitro-1H-benzo[d]imidazol-1-il)etan-1-ammina |
| 469-79-4    | KETOBEMIDONE                                                      | 4-m-idrossifenil-1-metil-4-propionilpiperidina |
| 125-70-2    | LEVOMETORFANO                                                     | (-) - 3-metossi-N-metilmorfino |
| 5666-11-5   | LEVOMORAMIDE                                                      | (-) - 4- [2-metil-4-osso-3,3-difenil-4- (1-pirrolidinil) butil] morfolina |
| 10061-32-2  | LEVOFENACYLMORFANO                                                | (-) - 3-idrossi-N-fenacilmorfina |
| 77-07-6     | LEVORFANOLO                                                       | (-) - 3-idrossi-N-metilmorfina |
| 3734-52-9   | METAZOCINA                                                        | 2-idrossi-2,5,9-trimetil-6,7-benzomorfano |
| 76-99-3     | METADONE                                                          | 6-dimetilammino-4,4-difenil-3-eptanone |
| 125-79-1    | METADONE INTERMEDIO                                               | 4-ciano-2-dimetilammino-4,4-difenilbutano |
| 101345-67-9 | METOSSACETILFENTANIL                                              | 2-metossi-N-fenil-N-[1-(2-feniletil)piperidin-4-il]acetammide |
| 16008-36-9  | METILDESORFINA                                                    | 6-metil-∆6-deossimorfina (derivato della morfina) |
| 509-56-8    | METILDIIDROMORFINA                                                | 6-metildiidromorfina (derivato della morfina) |
| 42045-86-3  | 3-METILFENTANILE                                                  | N-(3-metil-1-fenetil-4-piperidil)propionanilide |
| 86052-04-2  | 3-METILTIOFENTANIL                                                | N- [3-metil-1- [2- (2-tienil) etile] -4-piperidil] propionanilide |
| 143-52-2    | METOPON                                                           | 5-metildiidromorfinone (derivato della morfina) |
| 3626-55-9   | MORAMIDE INTERMEDIA                                               | acido 2-metil-3-morfolino-1,1-difenilpropano carbossilico |
| 469-81-8    | MORFERIDINA                                                       | Estere etilico dell'acido 1-(2-morfolinoetil)-4-fenilpiperidin-4-carbossilico |
| 57-27-2     | MORFINA                                                           | il principale alcaloide dell'oppio e del papavero da oppio |
| 125-23-5    | MORFINA METOBROMIDE E ALTRI DERIVATI AZOTO PENTAVALENTI MORFININA | |
| 639-46-3    | MORFINA-N-OSSIDO                                                  | (derivato della morfina) |
| 13147-09-6  | MPPP                                                              | 1-metil-4-fenil-4-piperidinolo propionato (estere) |
| 41537-67-1  | MT-45                                                             | 1-cicloesil-4-(1,2-difeniletil)piperazina |
| 467-18-5    | MIROFINA                                                          | Miristilbenzilmorfina (derivato della morfina) |
| 639-48-5    | NICOMORFINA                                                       | 3,6-dinicotinylmorphine (derivate of morphine) |
| 1477-39-0   | NORMALISMO                                                        | () -α-3-acetossi-6-metilammino-4,4-difenileptano |
| 1531-12-0   | NORLEVORFANOLO                                                    | (-)-3-idrossimorfinano |
| 467-85-6    | NORMETADONE                                                       | 6-dimetilammino-4,4-difenil-3-esanone |
| 466-97-7    | NORMORFINALE                                                      | demetilmorfina (derivato della morfina) |
| 561-48-8    | NORPIPANONE                                                       | 4,4-difenil-6-piperidin-3-enone |
| 101343-69-5 | OCFENTANIL                                                        | N-(2-fluorofenil)-2-metossi-N-[1-(2-feniletil)piperidin-4-il]acetammide |
| 8008-60-4   | OPPIO                                                             | il succo coagulato del papavero da oppio (Papaver somniferum L.) |
| 467-04-9    | ORIPAVINA                                                         | 3-O-demetiltebaina |
|             | ORTOFLUOROFENTANIL                                                | N-(2-fluorofenil)-N-[1-(2-feniletil)piperidin-4-il]propanammide |
| 76-42-6     | OSSICODONE                                                        | 14-hydroxydihydrocodeinone (derivate of morphine) |
| 76-41-5     | OSSIMORFONO                                                       | 14-idrossidiidromorfinone (derivato della morfina) |
| 244195-31-1 | PARAFLUOROBUTYRYLFENTANIL                                         | N-(4-fluorofenil)-N-[1-(2-feniletil)piperidin-4-il]butanammide |
| 90736-23-5  | para-FLUOROFENTANYL                                               | 4'-fluoro-N-(1-fenetil-4-piperidil)propionanilide |
| 64-52-8     | PEPAP                                                             | 1-fenetil-4-fenil-4-piperidinolo acetato (estere) |
| 57-42-1     | PETIDINA                                                          | Estere etilico dell'acido 1-metil-4-fenilpiperidin-4-carbossilico |
| 3627-62-1   | PETIDINA                                                          | INTERMEDIO A 4-ciano-1-metil-4-fenilpiperidina |
| 77-17-8     | PETIDINA                                                          | INTERMEDIO B estere etilico dell'acido 4-fenilpiperidina-4-carbossilico |
| 3627-48-3   | PETIDINA                                                          | INTERMEDIO Acido C 1-metil-4-fenilpiperidin-4-carbossilico |
| 467-84-5    | FENADOSONE                                                        | 6-morfolino-4,4-difenil-3-eptanone |
| 129-83-9    | FENAMPROMIDE                                                      | N-(1-metil-2-piperidinoetil)propionanilide |
| 127-35-5    | FENAZOCINA                                                        | 2'-idrossi-5,9-dimetil-2-fenetil-6,7-benzomorfano |
| 468-07-5    | FENOMORF                                                          | 3-idrossi-N-fenetilmorfina |
| 562-26-5    | FENOPERIDINA                                                      | Estere etilico dell'acido 1-(3-idrossi-3-fenilpropil)-4-fenilpiperidin-4-carbossilico |
| 13495-09-5  | PIMINODINE                                                        | Estere etilico dell'acido 4-fenil-1-(3-fenilamminopropil)piperidina-4-carbossilico |
| 302-41-0    | PIRITRAMIDE                                                       | ammide dell'acido 1-(3-ciano-3,3-difenilpropil)-4-(1-piperidino)piperidina-4-carbossilico |
| 77-14-5     | PROEPTAZINA                                                       | 1,3-dimetil-4-fenil-4-propionossiazacicloeptano |
| 561-76-2    | PROPERIDINA                                                       | Estere isopropilico dell'acido 1-metil-4-fenilpiperidin-4-carbossilico |
| 510-53-2    | RACEMETORFANO4                                                    | (±) -3-metossi-N-metilmorfino |
| 545-59-5    | RACEMORAMIDE                                                      | (±) -4- [2-metil-4-osso-3,3-difenil-4- (1-pirrolidinil) butil] morfolina |
| 297-90-5    | RACEMORFANO4                                                      | (±) -3-idrossi-N-metilmorfina |
| 132875-61-7 | REMIFENTANIL                                                      | Estere metilico dell'acido 1-(2-metossicarboniletil)-4-(fenilpropionilammino)-piperidin-4-carbossilico |
| 56030-54-7  | SUFENTANILE                                                       | N-[4-(metossimetil)-1-[2-(2-tienil)etil]-4-piperidil]propionanilide |
| n / A       | TETRAIDROFURANYLFENTANIL (THF-F)                                  | N-fenil-N-[1-(2-feniletil)piperidin-4-il]tetraidrofuran-2-carbossammide |
| 466-90-0    | THEBACON o ACEDICONE                                              | Acetildiidrocodeinone (forma enolica acetilata di idrocodone) |
| 115-37-7    | TEBAINA                                                           | (un alcaloide dell'oppio; presente anche nel Papaver bracteatum) |
| 1165-22-6   | TIOFENTANILE                                                      | N- [1- [2- (2-tienil) etile] -4-piperidil] propionanilide |
| 20380-58-9  | TILININA                                                          | (±)-etil-trans-2-(dimetilammino)-1-fenil-3-cicloesene-1-carbossilato |
| 64-39-1     | TRIMEPERIDINA                                                     | Come 1,2,5-trimetil-4-fenil-4-propionosipiperidina |
| 121348-98-9 | U-47700                                                           | 3,4-dicloro-N-(2-dimetilammino-cicloesil)-N-metil-benzammide |
| 122882-90-0 | VALERYLFENTANYL                                                   | N-(1-fenetilpiperidin-4-il)-N-fenilpentanammide |

tabella 2
| Numero CAS | Sostanza            | DENOMINAZIONE SISTEMATICA (IUPAC) e/o note                                                                 |
| ---------- | ------------------- | --- |
| 3861-72-1  | ACETILDIIDROCODEINA | (derivato della codeina)                                                                                   |
| 76-57-3    | CODEINA             | 3-metilmorfina (derivato della morfina, alcaloide contenuto nell'oppio e nella paglia di papavero)         |
| 469-62-5   | DESTROPROPOSSIFENE  | α-(+)-4-dimetilammino-1,2-difenil-3-metil-2-butanolo propionato (isomero destro-rotativo del propossifene) |
| 125-28-0   | DIIDROCODEINA       | (derivato della morfina)                                                                                   |
| 76-58-4    | ETILMORFINA         | 3-etilmorfina (derivato della morfina)                                                                     |
| 3688-66-2  | NICOCODINA          | 6-nicotinilcodeina (derivato della morfina)                                                                |
| 808-24-2   | NICODICODINA        | 6-nicotinildiidrocodeina (derivato della morfina)                                                          |
| 467-15-2   | NORCODEINI          | N-demetilcodeina (derivato della morfina)                                                                  |
| 509-67-1   | FOLCODINA           | morfoliniletilmorfina (derivato della morfina)                                                             |
| 15686-91-6 | NONOSTANTE          | N-(1-metil-2-piperidinoetil)-N-2-piridilpropionammide                                                      |

| PREPARATI DI FARMACI NARCOTICI ESENTI DA ALCUNE DISPOSIZIONI E CHE SONO INCLUSI NELL'ALLEGATO III DELLA CONVENZIONE DEL 1961 | | | |
| Preparazioni di: | | | |
| 1 | ACETILDIIDROCODEINA, | quando miscelata con uno o più altri ingredienti e contenente non più di 100 milligrammi del farmaco perunità di dosaggio e con una concentrazione non superiore al 2,5 per cento nei preparati indivisi. | |
| 1 | CODEINA, | quando miscelata con uno o più altri ingredienti e contenente non più di 100 milligrammi del farmaco perunità di dosaggio e con una concentrazione non superiore al 2,5 per cento nei preparati indivisi. | |
| 1 | DIIDROCODEINA, | quando miscelata con uno o più altri ingredienti e contenente non più di 100 milligrammi del farmaco perunità di dosaggio e con una concentrazione non superiore al 2,5 per cento nei preparati indivisi. | |
| 1 | ETILMORFINA, | quando miscelata con uno o più altri ingredienti e contenente non più di 100 milligrammi del farmaco perunità di dosaggio e con una concentrazione non superiore al 2,5 per cento nei preparati indivisi. | |
| 1 | NICOCODINA, | quando miscelata con uno o più altri ingredienti e contenente non più di 100 milligrammi del farmaco perunità di dosaggio e con una concentrazione non superiore al 2,5 per cento nei preparati indivisi. | |
| 1 | NICODICODINA, | quando miscelata con uno o più altri ingredienti e contenente non più di 100 milligrammi del farmaco perunità di dosaggio e con una concentrazione non superiore al 2,5 per cento nei preparati indivisi. | |
| 1 | NORCODEINI, | quando miscelata con uno o più altri ingredienti e contenente non più di 100 milligrammi del farmaco perunità di dosaggio e con una concentrazione non superiore al 2,5 per cento nei preparati indivisi. | |
| 1 | FOLCODINA | quando miscelata con uno o più altri ingredienti e contenente non più di 100 milligrammi del farmaco perunità di dosaggio e con una concentrazione non superiore al 2,5 per cento nei preparati indivisi. | |
| 2 | PROPIRAM | contenente non più di 100 milligrammi di PROPIRAM per unità di dosaggio e miscelato con almeno la stessa quantità di metilcellulosa. | |
| 3 | DESTROPROPOSSIFENE | per uso orale contenente non più di 135 milligrammi di DESTROPROPOXYPHENE base per unità di dosaggio o con una concentrazione non superiore al 2,5 per cento nei preparati indivisi, a condizione che tali preparati non ne contengano sostanze psicotrope ai sensi della Convenzione sulle sostanze psicotrope del 1971.                                                                             | |
| 4 | COCAINA | contenente non più dello 0,1 per cento di cocaina calcolata come COCAINA base e oppio o morfina contenente non più dello 0,2 per cento di MORFINA calcolata come base di MORFINA anidra e miscelata con uno o più altri ingredienti e in modo tale che il farmaco non possa essere recuperato con mezzi prontamente applicabili o in una resa che rappresenterebbe un rischio per la salute pubblica. | |
| 5 | DIFENOXINA | contenente, per unità di dosaggio, non più di 0,5 milligrammi di DIFENOXIN e una quantità di atropina solfato equivalente a almeno il 5 per cento della dose di DIFEROXIN. | |
| 6 | DIFENOSSILATO | contenente, per unità di dosaggio, non più di 2,5 milligrammi di DIFENOSSILATO calcolato come base e una quantità di solfato di atropina equivalente ad almeno l'1 per cento della dose di DIPHENOXYLATE. | |
| 7 | Polvere di ipecacuanhae e oppio Pulvis ipecacuanhae et opii compositus | 10 per cento di radice di ipecacuanha, in polvere ben miscelata con 80 per cento di qualsiasi altro ingrediente in polvere non contenente alcun farmaco. | |
| 8 | Preparazioni conformi a una qualsiasi delle formule elencate nella presente tabella e miscele di tali preparazioni con qualsiasi materiale che non contiene alcun farmaco | Preparazioni conformi a una qualsiasi delle formule elencate nella presente tabella e miscele di tali preparazioni con qualsiasi materiale che non contiene alcun farmaco | Preparazioni conformi a una qualsiasi delle formule elencate nella presente tabella e miscele di tali preparazioni con qualsiasi materiale che non contiene alcun farmaco |

| 25333-77-1  | ACETORFINA                   | 3-O-acetiltetraidro-7α-(1-idrossi-1-metilbutil)-6,14-endo-etenooripavina (derivato della tebaina) |
| 101860-00-8 | ACETIL-ALFA-METILFENTANILE   | N-[1-(α-metilfenetil)-4-piperidil]acetanilide                                                     |
| 3258-84-2   | ACETILFENTANILE              | N-fenil-N-[1-(2-feniletil)-4-piperidinil]acetammide                                               |
| 79704-88-4  | ALFA-METILFENTANILE          | N-[1-(α-metilfenetil)-4-piperidil]propionanilide                                                  |
| 103963-66-2 | ALFA-METILTIOFENTANILE       | N-[1-[1-metil-2-(2-tienil)etil]-4-piperidil]propionanilide                                        |
| 78995-10-5  | BETA-HYDROXYFENTANYL         | N-[1-(β-idrossifenetil)-4-piperidil]propionanilide                                                |
| 78995-14-9  | BETA-IDROSSI-3-METILFENTANIL | N-[1-(β-idrossifenetil)-3-metil-4-piperidil]propionanilide                                        |
| 59708-52-0  | CARFENTANIL                  | Metil [fenil(propanoil)ammino]piperidina-4-carbossilato                                           |
| 427-00-9    | DESOMORFINA                  | diidrodesossimorfina                                                                              |
| 14521-96-1  | ETORFINA                     | tetraidro-7α-(1-idrossi-1-metilbutil)-6,14-endoetenooripavina                                     |
| 561-27-3    | EROINA                       | Diacetilmorfina                                                                                   |
| 469-79-4    | KETOBEMIDONE                 | 4-m-idrossifenil-1-metil-4-propionilpiperidina                                                    |
| 42045-86-3  | 3-METILFENTANILE             | N-(3-metil-1-fenetil-4-piperidil)propionanilide                                                   |
| 86052-04-2  | 3-METILTIOFENTANIL           | N-[3-metil-1-[2-(2-tienil)etil]-4-piperidil]propionanilide                                        |
| 13147-09-6  | MPPP                         | 1-metil-4-fenil-4-piperidinolo                                                                    |
| 90736-23-5  | PARA-FLUOROFENTANIL          | 4'-fluoro-N-(1-fenetil-4-piperidil)propionanilide                                                 |
| 64-52-8     | PEPAP                        | 1-fenetil-4-fenil-4-piperidinolo                                                                  |
| 1165-22-6   | TIOFENTANILE                 | N-[1-[2-(tienil)etil]-4-piperidil]propionanilide                                                  |